# 小林愛實
小林愛實（1995年9月23日—）是一位日本古典音樂鋼琴家。她曾入圍第十七屆國際蕭邦鋼琴比賽決賽，並在隨後的第十八屆國際蕭邦鋼琴比賽中獲得第四名。

## 生平
小林愛實出生於山口縣宇部市，並在那裡生活至2007年2月，後來移居東京。小林愛實三歲開始學習鋼琴，七歲隨管弦樂隊演奏，八歲起接受二宮優子的指導。
2002年，小林愛實在日本全國鋼琴教師協會第一屆青年鋼琴比賽中獲得一等獎。
2009年，小林愛實榮獲韓國亞太國際蕭邦鋼琴比賽少年組獎。
2011年，小林愛實榮獲亞洲國際蕭邦大賽協奏曲金獎，並榮獲第5回福田靖子獎。
2012年，小林愛實獲得吉娜·巴考爾青年藝術家大賽第三名。
2013年9月，小林愛實就讀美國柯蒂斯音樂學院（The Curtis Institute of Music），師從臺灣鋼琴家劉孟捷。
2015年，小林愛實入圍第十七屆國際蕭邦鋼琴比賽決賽。
2021年，小林愛實在第十八屆國際蕭邦鋼琴比賽中並列第四名。
2023年1月1日，她與兒時好友反田恭平結婚。同年8月4日，她的第一個孩子出生。

## 外部連結
- 所属事務所KAJIMOTOによるプロフィール
  - 小林愛実 Aimi Kobayashi的X（前Twitter）
  - Aimi Kobayashi 小林愛実的Instagram帳戶
- ワーナーミュージック・ジャパン公式
- 第5回ワルシャワ国際音楽祭の人物紹介